# Bena (djur)
Bena är ett släkte av fjärilar som beskrevs av Gustaf Johan Billberg 1820. Bena ingår i familjen trågspinnare, Nolidae. Släktet har bara ett dottertaxon på artnivå, Bena bicolorana, större båtspinnare.